# Gió Bise

Bise trên hồ Geneva

Bise (tiếng Pháp: La Bise) là một cơn gió lạnh và khô ở Thụy Sĩ thổi qua cao nguyên Thụy Sĩ từ phía đông bắc đến phía tây nam.

## Sự hình thành và ảnh hưởng
Nó được gây ra bởi sự phân luồng của dòng không khí dọc theo rìa phía bắc của dãy Alps, trong điều kiện áp suất cao ở phía bắc hoặc phía đông châu Âu. Hướng về phía tây cao nguyên Thụy Sĩ, gió Bise được ép giữa dãy núi Jura và Pre-Alps, theo đó nó mạnh lên và chủ yếu là mạnh đạt cực đại trên bờ phía tây của hồ Geneva. Vào mùa hè, gió Bise gây ra thời tiết khá khô và nắng trong khi vào mùa đông, nó thường hình thành các tầng mây thấp trên cao nguyên Thụy Sĩ bằng cách tăng cường lớp đảo ngược.
Gió Bise đôi khi có thể gây ra đóng băng nghiêm trọng trong những tháng mùa đông ở Geneva và các cộng đồng lân cận. Nhiều du khách nước ngoài đến thành phố Thụy Sĩ này đã có những bình luận về gió Bise.

## Đo lường
Sức mạnh của gió Bise có thể được xác định bằng cách phân tích chênh lệch áp suất không khí (tính bằng haopascal [hPa]) giữa Geneva và Güttingen ở Thurgau. Bise phát sinh ngay khi áp suất không khí ở Güttingen (TG) cao hơn ở Geneva. Chênh lệch áp suất không khí này càng lớn, Bise thổi qua Cao nguyên Thụy Sĩ càng mạnh. Trong trường hợp chênh lệch áp suất không khí đảo ngược (áp suất không khí thấp ở Güttingen (TG) và áp suất không khí cao ở Geneva), điều ngược lại xảy ra với Bise: Gió thổi từ phía tây nam qua cao nguyên Thụy Sĩ.

## Sử dụng và từ nguyên
Một từ được dùng thay thế trong tiếng Anh gọi là Biz. Thuật ngữ được nhập vào miền Trung nước Anh từ tiếng Pháp bise. Nguồn gốc của nó là không rõ.